# Akamara
Akamara es la denominación que agrupa a todos los seres nucleicos o agentes biológicos no celulares con su propio material genético (genoma), tales como los virus, viroides y diversos agentes subvirales. 
Para esto se ha propuesto a Akamara con el rango taxonómico de dominio para agrupar a estos agentes genómicos acelulares.
Análogamente se propuso el dominio Nucleacuea, como parte del superdominio Acytota para agrupar a los seres nucleicos y como un grupo diferente de los priones, los cuales son en cambio agentes proteicos, sin ADN ni ARN.

## Sinonimia
Términos que pueden considerarse equivalentes son Vira (Holmes 1939, Barkley 1970), Viriphyta (McKinney 1944), Virales (Holmes 1948), Vireae (Barkley 1949), Viruses (Margulis & Schwartz 1998), Akamara (Hurst 2000) y Nucleacuea (BioLib 2008).

## Propuesta taxonómica
Christon Hurst (2000) propone a grandes rasgos la siguiente Taxonomíaː 
Dominio Akamara
- reino Euviriaː de los virus verdaderos, con material genético (ADN o ARN), cápside proteica y generalmente una envoltura lipídica.
  - Virus (agente infeccioso)
  - Virus satélite (parásito de virus)
- reino Viroidaː agente subviral, con el material genético desnudo.
  - Viroide (agente infeccioso)
  - Virusoide (parásito de virus)